# Duyên nợ tiền kiếp
Tae Pang Korn (tên tiếng Thái: แต่ปางก่อน, tên tiếng Việt: Duyên nợ tiền kiếp) là bộ phim truyền hình Thái Lan thể loại cổ trang, kinh dị được phát sóng vào năm 2017. Phim phát sóng trên kênh One 31 với sự tham gia của Yuke Songpaisan và Wannarot Sonthichai.

## Nội dung
Rachawadee (Vill) nhận làm giáo viên của một trường học nổi tiếng nằm gần cung điện hoàng gia. Lúc đi ngang qua cổng chính, cô đã nhìn thấy một người đàn ông điển trai trong bộ đồ màu trắng đang đứng quan sát cô từ phía sau một cái cây. Rachawadee cảm thấy rất kỳ lạ khi nhìn vào đôi mắt của người đàn ông đó nhưng sự việc ngày hôm đó cũng nhanh chóng chìm vào quên lãng. Tất cả những giáo viên của trường được cấp một phòng ở trong một ký túc xá, trong đêm đầu tiên, Rachawadee đã nằm mơ thấy cung điện hoàng gia mà cô từng được nhìn thấy, mải cho đến khi cô bị người khác làm thức giấc. Rachawadee luôn cảm thấy cô có một sự gắng kết kỳ lạ với cung điện đó và cuối cùng cô cũng có được cơ hội được bước vào nơi mà mình đã nằm mơ thấy.
Hôm Rachawadee đặt chân vào cung điện, trên bức tường ở bên trái cánh cửa, cô đã nhìn thấy chân dung của một người phụ nữ giống hệt mình. Sau đó, Rachawadee phát hiện người trong bức tranh chính là Công nương Noi – vị hôn thê của chủ cung điện hoàng gia. Công nương Noi là một công chúa xinh đẹp của vương quốc Lào. Mặc dù Công nương Noi là công chúa hoàng gia nhưng cô lại không được công nhận vì xuất thân của cô không phải từ hoàng tộc Thái Lan. Trong một lần đến thăm dì của mình – cũng là một người vợ của nhà vua của Thái, Vương tử Yai (Son) đã đem lòng cảm mến vẻ đẹp và sự nhân hậu của cô. Để chứng minh của yêu của mình, Vương tử Yai đã soạn một bài hát đặt tên Lao Man Kaew để cầu hôn Công nương Noi. Tuy nhiên, mẹ của Vương tử Yai lại muốn anh cưới Công nữ Tae của hoàng gia Thái, vì bà không thích xuất thân của Công nương Noi, chính vì thế bà và Công nữ Tae (Bee) đã làm mọi cách để ngăn cản tình cảm của Vương tử Yai và Công nương Noi.
Bất chấp tất cả mọi rắc rối, Vương tử Yai vẫn tổ chức đám cưới và cho xây dựng một cung điện trắng tinh bên cạnh hồ để làm quà cưới cho vợ. Tuy nhiên, vào đêm tâm hôn, Vương tử Yai thấy được vợ mình bị đầu độc. Vào giây phút cuối cùng khi anh ôm cô trong lòng, Công nương đã hứa với anh rằng cô sẽ luôn luôn là vợ của anh trong mỗi kiếp mà mình tái sinh.
Sau cái chết của Công nương Noi, tên của cô không bao giờ được nhắc đến nữa vì không tìm được hung thủ giết cô là ai, mọi người đồn đoán rằng hoàng gia bị nguyền rủa. Tức giận vì bất lực trước cái chết Công nương Noi, nhà vua rời khỏi cung điện và qua đời ở một thành phố khác. Trong khi đó vì quá đau khổ với cái chết của vị hôn thê nên Vương tử Yai cũng mắc bạo bệnh và qua đời. Chỉ còn lại một mình, Nữ hoàng cũng ra đi trong sự cô đơn đau khổ. Về phần Công nữ Tae mặc dù không chết nhưng cô phải sống quãng đời còn lại trong sự cô đơn và trống rỗng.
Ở hiện tại, Rachawadee đã có dịp được gặp người đàn ông mà cô được thấy trong ngày đầu tiên cô đến. Anh ta kể với cô về câu chuyện về gia đình hoàng gia sống trong cung diện và nổi đau mà họ phải chịu đựng. Sau đó Rachawadee phát hiện thât ra anh ta chỉ là một hồn ma sống vắt vưởng trong cung điện. Tuy nhiên, anh ta không phải là một hồn ma bình thường mà chính là Vương tử Yai đang mòn mỏi chờ đợi Công nương Noi trở lại. Cảm động trước câu chuyện mà mình vừa biết, Rachawadee quyết tâm tìm ra kẻ giết Công nương Noi. Nhưng cũng chính quyết định này, đã đẩy bản thân cô vào một cuộc phiêu lưu mạo hiểm.
Liệu Rachawadee có thực sự là Công nương Noi của Vương tử Yai hay không? Và nếu đúng như vậy, thì bằng cách nào để họ có thể đến bên nhau? Và bằng cách nào để họ không phải chịu sự đau khổ nữa?

## Diễn viên
| Năm                                                     | 2005                         | 2017                              |
| ------------------------------------------------------- | ---------------------------- | --------------------------------- |
| Đài                                                     | Channel 3                    | One 31                            |
| Nhà sản xuất                                            | Mayurachat Mueanprasitthiwet | Takonkiet Weerawan Niphon Phimnen |
| Hãng                                                    | Maker Group                  | The One Enterprise                |
| Đạo diễn                                                | Win Kraprayoon               | Sant Srikaewlaw                   |
| Diễn viên                                               |                              |                                   |
| Vương tử Yai / Jilakhorm                                | Sornram Teppitak             | Yuke Songpaisan                   |
| Công chúa Mankaew / Rachawadee Pachathorn (Fah) / Antra | Ann Thongprasom              | Wannarot Sonthichai               |
| Jirayut Sathorn (Vương tử Yut)                          | Chatayodom Hiranyatithi      | Yuthana Puengklarng               |
| Quận chúa Sawanya Sathorn (vợ Yut)                      | May Fuangarom                | Lanlalin Tejasa Weckx             |
| Công nữ Wilailayka (Than Ying Tae)                      | Sakaojai Poonsawatd          | Namthip Jongrachatawiboon         |
| Mom Payia (mẹ Vương tử Yai)                             | Thanya Wachirabunjong        | Jarunee Suksawat                  |
| Sadet Nai Krom (cha Vương tử Yai)                       | Kriengkrai Oonhanun          | Kriengkrai Oonhanun               |
| Công chúa Sae (bà Vương tử Yai)                         | Pisamai Wilaisak             | Duangta Toongkamanee              |
| Jangwang Chan                                           | Suchao Pongwilai             | Thanongsak Supakarn               |
| Vương tử Tua (em trai Wilailayka, bố Jirayut)           | Totrakul Jantima             | Cholawit Meetongcom               |
| Tawin (bạn Rachawadee, mẹ Antra)                        | Ratchanok Sangchuto          | Hataiphat Smathvithayavech        |
| Hiệu trưởng Kapthong                                    | Natha Lloyd                  | Arisara Wongchalee                |
| Panarai (mẹ Jirayut, vợ Vương tử Tua)                   | Supansa Nuerngpirom          | Mayurin Pongpudpunth              |
| Apai Wahperee                                           | Ron Banchongsang             | Wayo Assawarungruang              |
| Kraisee                                                 | Suraphan Chaopaknam          | Ratchapong Thiwathanaset          |
| Chaiyot (chồng Tawin, bố Antra)                         |                              | Chitnarong Visessompark           |
| Nang Bath                                               |                              | Mayuree Israsena Na Ayutthaya     |
| Nang Im                                                 |                              | Moleewan Phantharak               |
| Reun Ruean                                              | Wimonpan Chaleejunghan       | Siriya Naruenat                   |
| Kamhom                                                  | Anchada Isariwan             | Suchada Poonpattanasuk            |
| David (tình nhân mới của Sawanya)                       |                              | Christopher Chaafe                |
| Khách mời                                               |                              |                                   |
| Thái tử Kang (bố Sawanya)                               | Apichat Halamjiak            | Phollawat Manuprasert             |
| Phu nhân Supha (mẹ Sawanya)                             | Arpaporn Kornthip            | Khwanruedi Klomklom               |
| AEK (Aekste Wantnpornphat)                              |                              | Kittlpong plumpreedaporn          |
| Sadet Wang Sathorn                                      | Sompob Benjathikul           | Satawat Donlayawijid              |
| Sajee (bạn Sawanya)                                     |                              | Anis Suwit                        |
| Khun Ying Saowapa                                       |                              | Nanchanok Prachakitkul            |
| Boonruang Pachathorn (bố Rachawadee)                    | Sommart Praihirun            | Siricoup Metanee                  |
| Chao Inpan (bố công chúa Mankaew)                       | Worawut Pongteerapol         | Wanchai Phaowiboon                |
| Thewan                                                  |                              | Pongkrit Siribenja                |
| Wadee (nhỏ)                                             | Bunthita Srinuannad          | Kornit Laosubinprasert            |
| Kapthong (nhỏ)                                          |                              | Tiprada Maier                     |
| Bác sĩ                                                  |                              | Krittaphat Chanthanaphot          |

## Ca khúc nhạc phim
- ลาวม่านแก้ว / Lao Mahn Gaew - COCKTAIL ft Pornchanok Lienguttawa